# ارکیه
ارکیه (به ایتالیایی: Erchie) یک کومونه در ایتالیا است که در استان بریندیزی واقع شده‌است. ارکیه ۴۴ کیلومتر مربع مساحت و ۸٬۹۸۹ نفر جمعیت دارد و ۶۸ متر بالاتر از سطح دریا واقع شده‌است.

## خواهرخوانده
شهر سیراکوز خواهرخواندهٔ ارکیه هست.